# Zdeněk Martínek
Zdeněk Martínek (29. listopadu 1923 Plzeň – 19. listopadu 1999 Praha) byl český herec.
Pocházel ze živnostenské rodiny, jeho otec byl obchodník. Herectví vystudoval na Pražské konzervatoři v letech 1941 až 1946, poté následovala základní vojenská služba.

## Přehled působišť
- 1948–1950 Vinohradské divadlo [1]
- 1950–1952 Městské divadlo pro děti a mládež
- 1953–1956 libeňské Divadlo S. K. Neumanna
- 1957–1958 Kladenské oblastní divadlo
- 1962–1965 Státní divadlo v Brně
- 1966–1967 pražské Krejčovo Divadlo Za branou
- 1968–1975 byl bez angažmá ve svobodném povolání
- 1976–1985 kladenské Divadlo Jaroslava Průchy

## Televize a film
V českém filmu a v televizi působil prakticky 40 let (v letech 1950–1989), většinou se ale jednalo vždy o role drobné, vedlejší či epizodní, hrál zde nejrůznější lidi a postavy. Jeho hubená až vychrtlá postava jej, zejména ve vyšším věku, předurčovala spíše pro role vážné až záporné. Ke konci života hrál často různé nevrlé dědky. Nejčastěji hrál ve filmech Karla Kachyni. V televizním filmu "Nejlepší kšeft mého života" si zahrál milovníka života.

## Rozhlas
- 1974 Mirko Stieber: Dva, role: Paganini, režie: Jiří Horčička